# ジャン・ジョンストン
ジャン・ジョンストン（Jan Johnston、1965年2月21日 - ）は、イギリス・ランカシャー・サルフォード出身の女流シンガー・ソングライター。
90年代に「J.J.」というポップスデュオとして活動、近年はソロでダンスシーンを中心に活躍している。
BT、ポール・ヴァン・ダイク、ティエストを始めとする数多くのミュージシャンのアルバムに参加している。